# Papo-de-vento

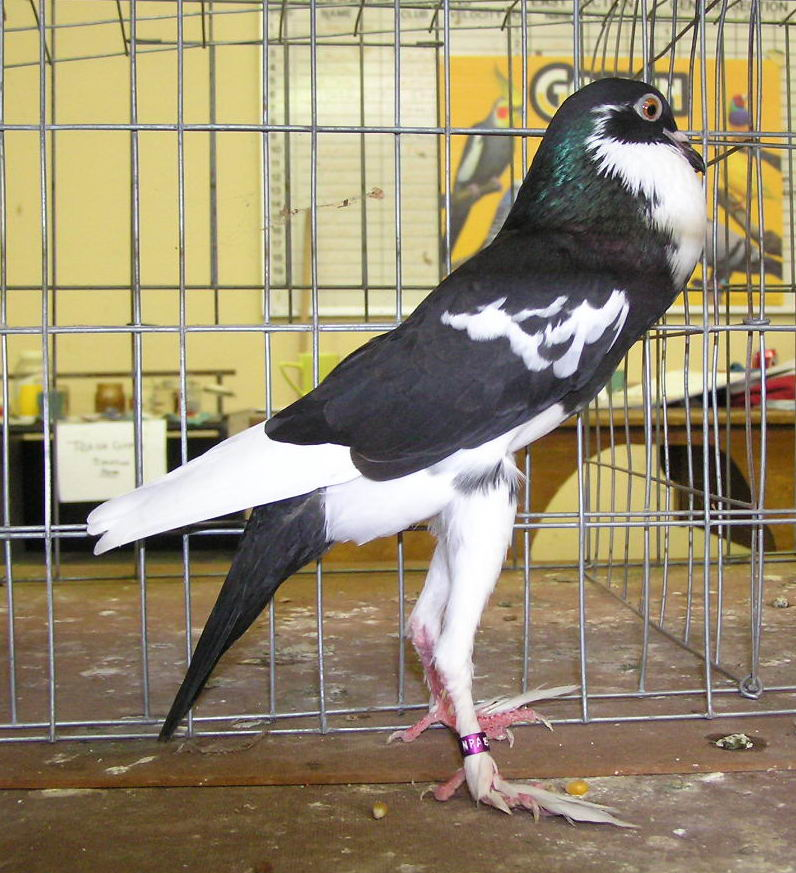
Um papo-de-vento pigmeu

O Papo-de-vento (também grafado pombo-papo-de-vento) ou buchona é uma raça de pombo caracterizada pelo seu papo bastante saliente e inflável e pela sua postura erecta.

## Caracterização
Os pombos-papo-de-vento são uma das muitas variedades domesticadas da espécie Columba livia, comummente conhecida como «pombo-comum». Os papos-de-vento pautam-se pelo grande papo, capaz de se encher de ar, como o nome sugere.
Esta raça é puramente ornamental, valorizando-se mercê da sua aparência invulgar.
Com efeito, há um ror muito variegado de subvariedades de papos-de-vento, no que toca a dimensões, forma do corpo, postura, plumagens e mesmo pelo próprio formato do papo, sendo que a caracteristíca que têm mais em comum entre si é mesmo a capacidade icónica de o insuflar.
Os feitios de papo típicos desta raça podem ser: esféricos, piriformes e descaídos.

### Temperamento
Os papos-de-vento soem de ser muito sociais e dóceis. Costumam inflar o papo no ensejo das danças de acasalamento.

## História
Desconhece-se a origem desta raça, porém, é consabido que os papos-de-vento já são objecto de criação no continente europeu há pelo menos 400 anos.
O pintor flamengo do séc. XVII Melchior d'Hondecoeter pintou em 1665 um papo-de-vento no quadro Oplooper (bailarino). O italiano Aldrovandi fez descrições sobre os papos-de-vento flamengos em 1599.
O autor indiano, Abdoul Fazil, fez em 1590 um relato a respeito de «pombos de patas emplumadas, que inchavam o peito ao inalar o ar».